# Hystrix primigenia
Hystrix primigenia — вимерлий вид їжатців Старого Світу, який жив у пізньому міоцені та пліоцені. Скам'янілості цього виду були знайдені в основному в південній Європі, від Іспанії до Туреччини та Північної Африки. Найдавніші скам'янілості були знайдені в Греції та на Балканському півострові.
Hystrix primigenia був значно більшим за сучасних їжатців, можливо, вдвічі більшим. Ймовірно, він походить від меншого, більш примітивного виду, відомого як Hystrix suevica. Hystrix primigenia, здається, був пристосований до теплого сухого клімату та населяв території, багаті лісами та відкриті лісисті середовища.